# Banco Nacional
En el banco, el término banco nacional conlleva varios significados:
- un banco privado ordinario que opera a nivel nacional (en oposición a nivel regional o incluso local o internacional).
- en los Estados Unidos, un operativo ordinario banco privado dentro de una estructura normativa específica, que puede o no puede operar a nivel nacional, bajo la supervisión de la Oficina del Contralor de la Moneda.

En el pasado, el término "banco nacional" se ha utilizado como sinónimo de "banco central", pero ya no se usa en este sentido en la actualidad. Algunos bancos centrales pueden tener las palabras "Banco Nacional" en su nombre, por el contrario, si un banco se denomina de este modo, no se considera automáticamente un banco central. Por ejemplo, el Nacional-Bank AG en Essen, Alemania, es un banco comercial de propiedad privada, al igual que el Banco Nacional de Canadá de Montreal, Canadá. Por otro lado, el Banco Nacional de Etiopía es el banco central de Etiopía, y Banco Nacional de Camboya es el banco central de Camboya.